# 이소 (굴원)

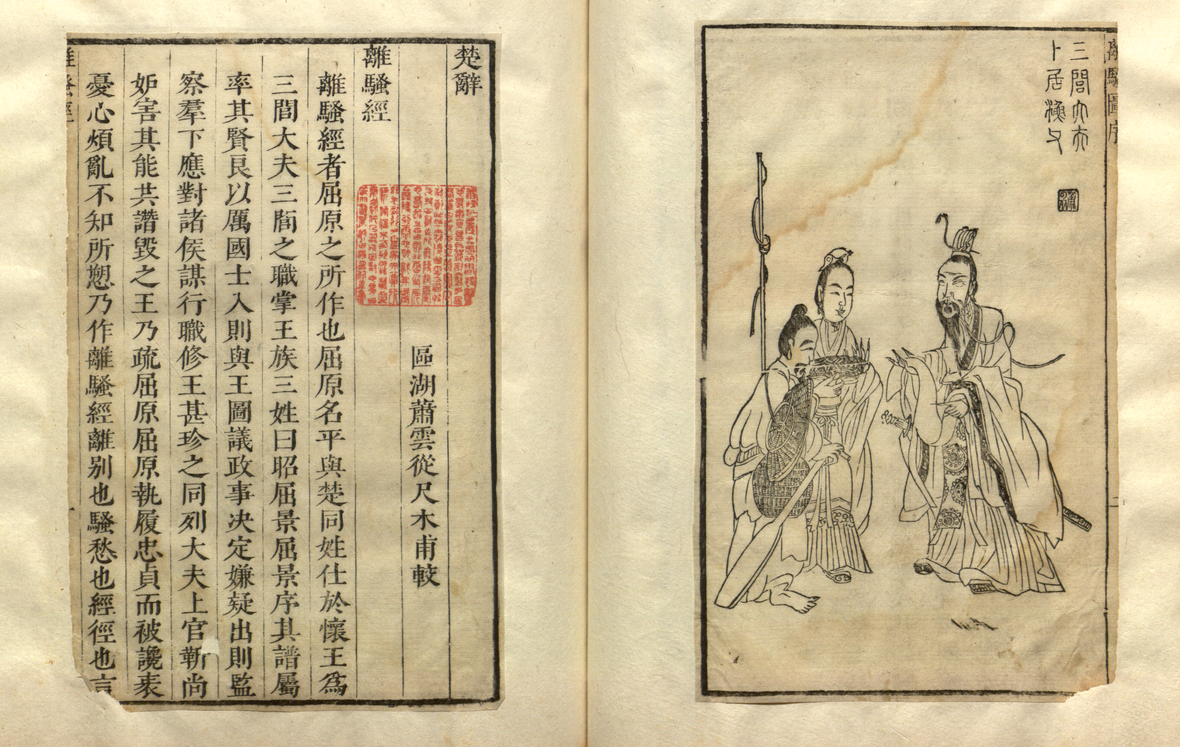
《초사》의 1645년판 필사본에 게재된 《이소》의 원문과 삽화

《이소》(離騷)는 중국 춘추 전국 시대 초나라의 시인인 굴원이 지은 장편 서정시 작품이다.
수많은 비유와 의태어의 조화를 통해 세상에 알려지지 않은 인물의 슬픔, 분노, 한탄과 신화적인 환상 세계로의 여행을 노래하고 있다.

## 줄거리
《이소》는 이름이 정칙(正則), 자가 영균(靈均)인 인물의 1인칭 시점에서 묘사하고 있다. 초반부에서 영균은 자신이 전욱의 후손임을 자처했고 인년 인월 인일(寅年 寅月 寅日)에 태어나서 뛰어난 재능을 자랑했다고 한다. 영균은 옛 선왕의 이상을 실현하는 주군(主君)을 위해서 분주하지만 오히려 간신들의 모함으로 인해 군주, 신하들과의 사이가 멀어지게 된다.
이권만을 쫓다가 세상을 알지 못한 영균은 타협을 거부하고 먼 곳으로 떠나게 된다. 여수(女嬃, 전통적으로는 굴원의 여동생이라고 함)는 그것을 말렸지만 영균은 원수(沅水, 원강), 상수(湘水, 상강)를 건너 남쪽에 위치한 창오산(蒼梧山)에 살고 있던 제순을 만나게 된다. 성철(聖哲)만이 천하를 다스린다는 제순의 이야기를 듣고 눈물을 흘린 영균은 자신의 주장에 확신을 갖고 하늘을 날아 곤륜(崑崙)의 현포에 도달하여 그곳에서 망서(望舒, 달의 마부), 비렴(飛廉, 바람의 신), 난황(鸞皇), 뇌사(雷師)를 비롯한 전설적인 신들을 거느리고 천계를 여행하게 된다. 이소는 천제(天帝)를 만나려고 했지만 천문(天門)을 지키고 있던 문지기에 의해 거부당하고 만다. 영균은 복비(宓妃), 유융(有娀)의 딸(제곡의 아내), 유우(有虞)의 둘째 딸(소강의 아내)에게 구혼했지만 모두 실패하고 만다.
영균은 영분(靈氛)의 점괘와 무함(巫咸)으로부터 보다 멀리 떨어진 곳으로 가라는 조언을 받았고 세계의 끝까지 여행하게 된다. 영균은 8마리의 용이 이끄는 수레를 이끌고 하늘로 비상하면서 여자를 찾으려고 했다. 하지만 고향만 보인다는 사실을 알게 된 영균은 슬픔에 빠지면서 수레를 멈추게 된다.

## 특징
중국 전한 시대의 역사가인 사마천이 지은 역사서 《사기》(史記)의 《굴원전》(屈原傳)에 따르면 굴원이 초 회왕과의 갈등, 간신들의 모함으로 인해 초나라 궁정에서 쫓겨나서 유배 생활을 하던 도중에 세상에 대한 이상과 실망감을 담은 시 《이소》를 지었다고 한다. 《사기》에 따르면 '리'(離)는 만남(遭)을, '소'(騷)는 근심(憂)을 뜻하기 때문에 '이소'(離騷)는 "근심을 만난다"(離(리), 猶遭也(유조야). 騷(소), 憂也(우야).)는 뜻을 담고 있다고 설명했다. 전한 시대에 출간된 중국 고전 시가 작품집인 《초사》(楚辭)에도 《이소》가 게재되어 있다.
《이소》는 총 374구(句), 2,477자(字)로 구성되어 있다. 각 구의 길이는 반드시 같은 편이 아니지만 홀수 구는 "□□□△□□혜"(□□□△□□兮), 짝수 구는 "□□□△□□" 형식을 띠고 있다. 홀수 구의 △ 부분에는 '우'(于), '이'(以), '여'(與), '이'(而), '기'(其)를 비롯한 조사가 들어간다. 짝수 구는 각운(脚韻) 형식을 따르고 있지만 4구마다 운이 바뀐다. 끝 부분에는 4구로 구성된 '란'(亂) 부분이 부속되어 있다.

## 같이 보기
- 유안 (회남왕)
- 유향 (전한)
- 굴원
- 왕일